# Woodlawn Park (Kentucky)
Woodlawn Park – miasto w Stanach Zjednoczonych, w stanie Kentucky, w hrabstwie Jefferson.